# Gatow
Pronunciação
Gatow é uma localidade ao sudoeste de Berlim, ao sudeste de Havelsee e possui áreas florestais dentro de seus limites. Pertence ao bairro Spandau. Em 31 de dezembro de 2002, tinha 5.532 habitantes.

## História
Gatow foi mencionada pela primeira vez em 1258 sob o nome de Gatho. Em 1558, a aldeia de Gatow tornou-se parte de Spandau. Após a divisão de Berlim em quatro setores no final da Segunda Guerra Mundial, Gatow se tornou parte do setor britânico  de Berlim Ocidental no início de julho de 1945.